# Luise Brunner
Luise Brunner was een van de twee vrouwen die ooit (vanaf 15 december 1944) de rang Chef Oberaufseherin, de hoogste rang voor een vrouw in de concentratiekampen, heeft bereikt. Anna Klein bereikte eveneens deze rang, in Ravensbrück.
Na Ravensbrück (van 1944 tot april 1945) werd ze naar Auschwitz-Birkenau gestuurd. Daar deed ze dienst in het vernietigingskamp van Auschwitz. Na de oorlog werd ze tijdens het zevende Ravensbrückproces van 2 tot 21 juli 1948 veroordeeld tot drie jaar cel.